# Hildisvíni

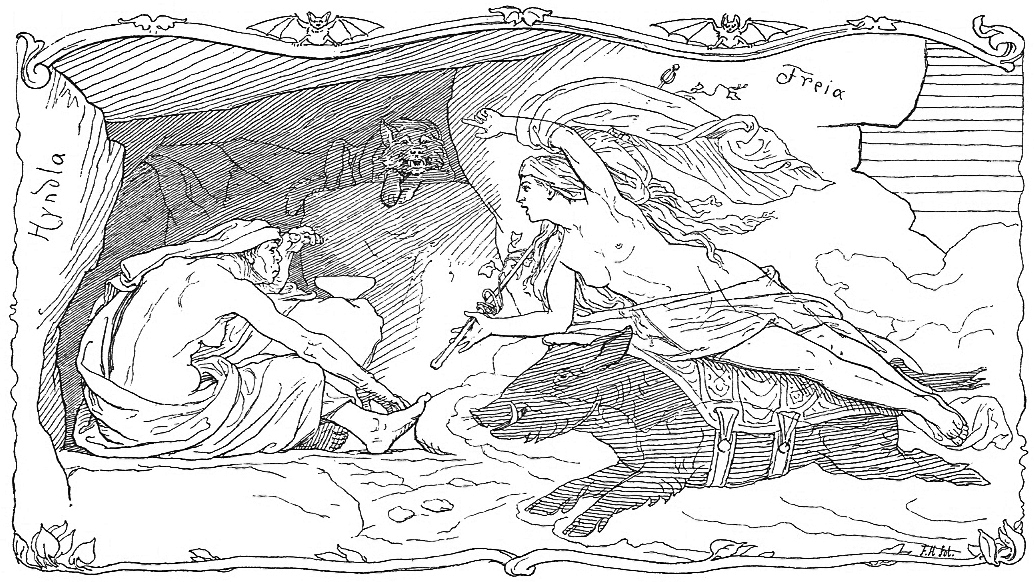
Freyja chevauchant Hildisvíni pour visiter Hyndla, dessin de 1895 par Lorenz Frølich.

Hildisvíni (cochon de bataille) est, dans la mythologie nordique, le sanglier que Freyja chevauche lorsqu'elle n'utilise pas son chariot tiré par des chats.